# NGC 2338
NGC 2338 – gromada otwarta znajdująca się w gwiazdozbiorze Jednorożca. Odkrył ją John Herschel 19 stycznia 1828 roku. Jest położona w odległości ok. 5,9 tys. lat świetlnych od Słońca.